# حي 22 مايو (سيئون)
حي 22 مايو هو أحد أحياء مدينة سيئون في محافظة حضرموت اليمنية. يبلغ تعداد سكانه 2020 نسمة حسب التعداد السكاني في اليمن لعام 2004.